# Canadian Museum of Nature
Das englisch Canadian Museum of Nature oder auch französisch Musée Canadien de la Nature ist ein staatliches Naturkundemuseum in der kanadischen Stadt Ottawa. Das Museum ist auch ein Forschungsinstitut.

## Geschichte
Es entstand 1856 aus Sammlungen des Geological Survey of Canada. Das Museumsgebäude wurde 1905 bis 1912 im neogotischen Stil vom Architekten David Ewart gebaut (Victoria Memorial Museum Building). Der zugehörige Turm musste aber, da auf instabilem Quickton gegründet, 1915 abgerissen werden. 1968 wurde die Völkerkunde-Sammlung aus dem ursprünglichen National Museum abgetrennt (Kanadas Nationalmuseum für Geschichte und Gesellschaft in Gatineau) und das nunmehrige National Museum of Natural Sciences wurde später in Canadian Museum of Nature umbenannt. 2004 bis 2010 wurde das Museum gründlich renoviert, unter anderem mit einem Glasaufbau (Queen´s Lantern) über dem Eingang.

## Sammlung

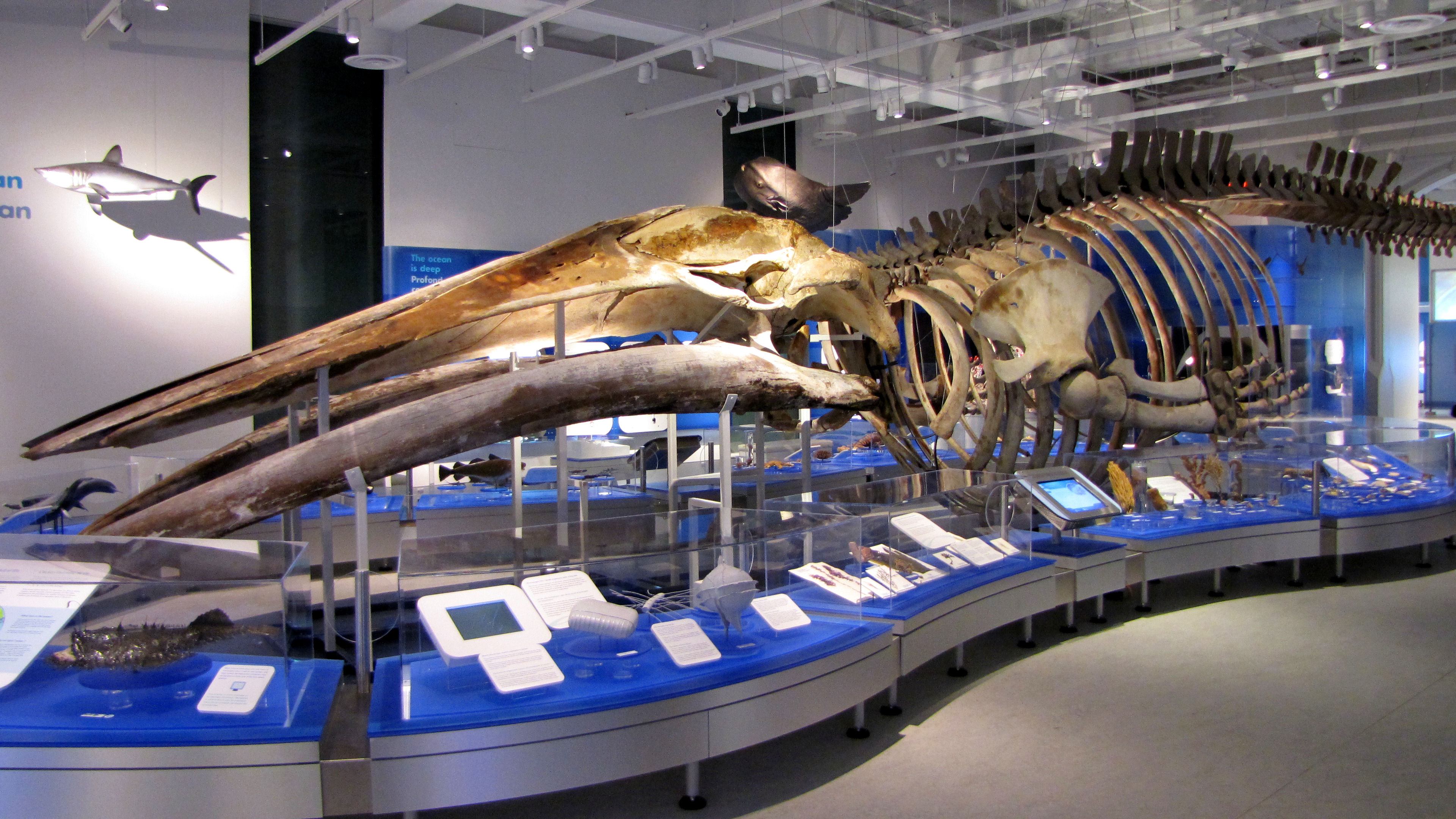
Blauwalskelett im Museum

Das Museum beherbergt (2010) über 10 Millionen Ausstellungs- und Sammlungsstücke. Sie haben umfangreiche zoologische und botanische Referenzsammlungen mit zum Beispiel 125.000 Sammlungsstücken von 2600 Arten in der Vogelsammlung. Die Mineralien- und Gesteinssammlung ist eine der ältesten des Museums mit über 52.000 Exemplaren.
Es hat eine reichhaltige Dinosauriersammlung mit über 300 Ausstellungsstücken, davon drei Viertel Originale. Die Dinosaurier stammen überwiegend aus Kanada, wo sehr ergiebige Fundstellen aufgeschlossen wurden, viele aber auch aus China. Unter den ausgestellten Dinosauriern sind auch seltene Exemplare wie der Tyrannosaurus-artige Daspletosaurus, der Ceratopsier aus der späten Kreide Kanadas, Chasmosaurus und der Sinornithosaurus, ein kleiner gefiederter Raubsaurier der frühen Kreide aus China. Ausgestellt sind auch die große kreidezeitliche Meeresschildkröte Archelon und der frühe Wal Ambulocetus. Von der Dinosaurierabteilung führt eine Extinction Gallery (in der das Massenaussterben durch Meteoriteneinschlag an der Grenze Kreide/Tertiär dargestellt ist) in den Säuger-Bereich.

## Bibliothek
Angegliedert ist eine Bibliothek mit 43.000 Büchern und über 100.000 Zeitschriftenbänden (2010).

## Nationale historische Stätte
Am 23. Februar 1990 wurde das Gebäude des Museums auf Grund seines Baustils als „Victoria Memorial Museum National Historic Site of Canada“ zu einer „nationalen historischen Stätte“.

## Betreiber
Betrieben wird das Museum durch die Crown Corporation „Canadian Museum of Nature“, ein öffentliches Unternehmen des kanadischen Bundes nach Abschnitt III.I des „Financial Administration Act“ (R.S.C., 1985, c. F-11).